# Кибаха
Кибаха (на английски: Kibaha) е град, разположен в източната част на Танзания в региона Пвани. Градът е столица на региона Пвани, а наред с това е и една от шестте области в региона. Кибаха граничи на север с областта Багамойо, на изток с региона Дар ес Салаам, на юг с областта Кисараве, а на запад с региона Морогоро. Според данни от 2012 г. населението на град Кибаха е 128 488 души.